# کیم جه هیون
کیم جه هیون (انگلیسی: Kim Jae-hyun؛ زادهٔ ۱۵ ژوئیهٔ ۱۹۹۴) بازیگر و خواننده اهل کره جنوبی است. وی از سال ۲۰۱۱ میلادی تاکنون مشغول فعالیت بوده‌است. او در آثاری مانند کشاورز مدرن و عروس‌ها ایفای نقش کرده‌است.